# 年代MUCH台
年代MUCH台，是臺灣年代集團旗下所屬一有線衛星頻道。

## 歷史

### 歡樂無線臺時期
- 時間：1994年3月15日至1995年5月，臺灣第一個專門直播體育比賽的衛星頻道，屬於TVBS家族頻道的成員之一。
- 主播群：
  - 陶晶瑩（主持Hit!Hit!紅不讓　與職棒球星互動的娛樂節目）
  - 錢定遠（1989-1993年為中廣體育主播，因轉播職棒出色，1994年由邱復生挖角）
  - （1989-1993年任職於中華職棒播報組，1994年由邱復生挖角；曾任緯來體育台主播）

### TVIS時期
- 時間：1994年1月至1998年5月31日
- 主播群：
  - 詹慶齡（現網路節目 、活動主持人）
  - 錢定遠
  - 蔡明里
  - 張致平
  - 徐展元
  - 林煒珽
  - 黃韻玲
  - 林志隆
  - 俞聖律
  - 丁元凱（現東森新聞台記者）
  - 陳怡安（1988年漢城奧運跆拳道金牌）

### ERA SPORTS 年代體育臺時期
- 時間：1998年6月1日至2000年，此時與年代生活產經台並稱年代家族的頻道成員。
  - 錢定遠
  - 蔣佩棻（曾任緯來體育臺體育新聞主播、TVBS新聞台主播）
  - 鄧國雄

### MUCH TV時期
- 時間：2000年至2003年4月
- 轉播：臺灣大聯盟四年至六年、中華職棒十四年賽程、第37屆金馬獎頒獎典禮
- 取得2002年世界盃足球賽轉播權。

### 年代MUCH台（2003年4月至2005年）
- 繼續轉播中華職棒賽事。
- 由於政論主持人汪笨湖入股年代的關係，開始大量製播閩南語節目，知名節目為《臺灣心聲》。
- 2004年9月1日起，該臺嘗試使用臺語播報臺灣股市即時看盤節目，節目名稱為《股市錢潮》，主播群為陳書賢、陳斐娟、黃靜雪、林志冠。
- 自2005年起，為因應行政院新聞局的同類節目區塊定頻政策，從原先的第45頻道搬移至第38頻道，原年代新聞臺於臺灣股市開盤時的國語股市看盤節目《股市線上》亦搬移過來，《股市錢潮》則停播。
- 2005年不再轉播中華職棒賽事，錢定遠和徐展元離開該台。徐展元後來進入緯來體育台，任職至2014年3月。

### 年代MUCH台（2006年起）
- 2005年底，汪笨湖離開年代電視，頻道節目因此全面改版，臺名雖維持年代MUCH臺不變，但更改標識形式
- 取得2006年世界盃足球賽臺灣唯一轉播權。
- 2009年8月31日：年代MUCH臺《股市線上》停播，三位主持人陳書賢、李傳慧、黃洛婷去職。根據《經濟日報》8月19日報導指出，有關股市盤中的即時節目，只剩下非凡商業台、東森財經新聞台；該報分析，東森財經新聞台的崛起，挖走不少原本年代的後製團隊、主播，甚至連市場知名的分析師也被迫選邊站；非凡盤中節目則固守地盤，導致年代在同時段的財經節目市占率只剩下15%，收視不佳，不得不吹熄燈號。
- 取得2010年世界杯足球賽臺灣唯一轉播權。
- 取得2014年世界杯足球賽臺灣有線電視獨家轉播權，由於合約爭議經法院裁示，2014年世界杯足球賽於6月27日起，台灣總代理愛爾達電視正式停止傳送訊號予年代電視，並解除轉播合約。此後該頻道不再有轉播體育賽事的紀錄。
- 2015年9月25日起，啟用高畫質版本「年代MUCH台HD」。
- 2015年11月27日上午08:00降回SD畫質播出，同集團的年代新聞，壹新聞也同時降回SD畫質播出。
- 2016年3月11日恢復為HD高畫質播出。
- 年代電視首次取得2023Hito流行音樂獎製播權

## 節目

### 播出中

#### 綜藝
- 《荳荳快樂學堂》
- 《健康好生活》
- 《欢乐智多星》（2023年因卫视中文台停播而迁移至该频道继续播出）

## 外部連結
- 年代MUCH台 （页面存档备份，存于）
- 年代So much的Facebook專頁